# Tapting
Tapting (nepalski: टाप्टिङ) – gaun wikas samiti we wschodniej części Nepalu w strefie Sagarmatha w dystrykcie Solukhumbu. Według nepalskiego spisu powszechnego z 2001 roku liczył on 471 gospodarstw domowych i 2294 mieszkańców (1171 kobiet i 1123 mężczyzn).